# Xanthophyllum trichocladum
Xanthophyllum trichocladum är en jungfrulinsväxtart som beskrevs av Chod.. Xanthophyllum trichocladum ingår i släktet Xanthophyllum och familjen jungfrulinsväxter. Inga underarter finns listade i Catalogue of Life.